# Tropidosteptes amoenus
Tropidosteptes amoenus är en insektsart som beskrevs av Reuter 1909. Tropidosteptes amoenus ingår i släktet Tropidosteptes och familjen ängsskinnbaggar.

## Underarter
Arten delas in i följande underarter:
- T. a. amoenus
- T. a. atriscutis
- T. a. floridanus
- T. a. plagiatus
- T. a. scutellaris
- T. a. signatus